# Mohamed Zidan
Mohamed Zidan (n. 11 decembrie 1981, Port Said, Egipt) este un fost fotbalist egiptean ce joacă la clubul german 1. FSV Mainz 05 și la Echipa națională de fotbal a Egiptului. Anterior a jucat la Werder Bremen, Hamburger SV și Borussia Dortmund.